# Ryōji Aikawa
Ryōji Aikawa (相川 亮二 Aikawa Ryōji?,  Ichikawa, Prefectura de Chiba, 11 de julio de 1976) es un jugador profesional de béisbol japonés. Se desempeñó como cácher para los Yomiuri Giants desde 2015 a 2017. Aikawa fue miembro del equipo nacional de béisbol japonés en el Clásico Mundial de Béisbol de 2006 y en el Clásico Mundial de Béisbol de 2013. También ganó la medalla de bronce en los Juegos Olímpicos de 2004.
Aikawa es cristiano. Sobre su fe ha dicho que "Siempre hay vallas y obstáculos que superar en la vida diaria, pero saber que Dios está allí me ayuda a superar los momentos difíciles. Ojalá más japoneses encuentren a Jesucristo como yo, y estoy agradecido. He podido jugar al béisbol profesional durante mucho tiempo".
Su hermano menor, Juri, es actor y modelo.